# Rivignano Teor
Rivignano Teor är en kommun i regionen Friuli-Venezia Giulia i Italien och tillhörde tidigare även provinsen Udine som upphörde 2018. Kommunen hade 6 262 invånare (2018).
Kommunen bildades den 1 januari 2014 genom en sammanslagning av de tidigare kommunerna Rivignano och Teor.